# ISO 3166-1 alfa-2

Mapa de Europa, con los códigos ISO 3166-1 alfa-2 sobre los países y territorios a los que pertenecen. No se muestran los códigos EU y UK, reservados excepcionalmente para Europa y el Reino Unido.

Los códigos ISO 3166-1 alfa-2 son códigos de país de dos letras definidos en la ISO 3166-1, parte de la norma ISO 3166 publicada por la Organización Internacional de Normalización (ISO), para representar países, territorios dependientes y zonas especiales de interés geográfico. Son los códigos de país más utilizados de los publicados por la ISO (siendo los otros alfa-3 y numérico) y se emplean, sobre todo, en los dominios de nivel superior geográfico de Internet (con algunas excepciones). También se usan como identificadores de los países en las direcciones postales, cuando procede, en el sistema postal internacional para el correo en papel, y han reemplazado a los anteriores códigos de una letra. Se incluyeron por primera vez como parte de la norma ISO 3166 en su primera edición en 1974.

## Usos y aplicaciones
Los códigos ISO 3166-1 alfa-2 se utilizan en distintos entornos y, además, forman parte de otras normas. En algunos casos no se han implementado por completo.

### Implementaciones completas
Los códigos ISO 3166-1 alfa-2 se emplean en las siguientes normas:
| Nombre corto | Nombre largo                                                                             | Comentario                                                     |
| ------------ | ---------------------------------------------------------------------------------------- | -------------------------------------------------------------- |
| ISO 3166-2   | Código de subdivisión de país                                                            |                                                                |
| ISO 3901     | Código Estándar Internacional de Grabación (ISRC)                                        |                                                                |
| ISO 4217     | Código de divisa                                                                         |                                                                |
| ISO 6166     | Número internacional de identificación de valores mobiliarios (ISIN)                     |                                                                |
| ISO 9362     | Códigos de identificación bancaria (BIC)                                                 | También llamados códigos SWIFT                                 |
| ISO 13616    | Código Internacional de Cuenta Bancaria (IBAN)                                           |                                                                |
| ISO 15511    | Identificador Estándar Internacional de Bibliotecas y Organizaciones Relacionadas (ISIL) |                                                                |
| UN/LOCODE    | Código de Localidades de las Naciones Unidas a efectos de comercio y transporte          | Implementado por las Comisión Económica de las Naciones Unidas |

### Implementaciones incompletas
Desde 1985, los códigos ISO 3166-1 alfa-2 se han utilizado en el sistema de nombres de dominio como dominios de nivel superior geográfico (ccTLD). En la actualidad, la Autoridad para la asignación de números de Internet asigna los ccTLD siguiendo sobre todo los códigos alfa-2, aunque con algunas excepciones. Por ejemplo, el Reino Unido, cuyo código alfa-2 es GB, usa el ccTLD .uk en lugar de .gb dado que, por ahora, UK se encuentra reservado excepcionalmente en la ISO 3166-1 a petición de dicho país.
La norma de codificación ST.3 de la OMPI se basa en los códigos ISO 3166-1 alfa-2, pero incluye una serie de códigos adicionales para organismos de propiedad intelectual que actualmente se encuentran reservados y no se utilizan en su estado actual en la ISO 3166-1.
La Comisión Europea utiliza por lo general los códigos ISO 3166-1 alfa-2 con dos excepciones: para representar a Grecia se usa EL (no GR), y para representar al Reino Unido, UK (no GB). No obstante, el Diario Oficial de las Comunidades Europeas ha señalado que deben usarse GR y GB para representar a Grecia y al Reino Unido, respectivamente. Para propósitos de gestión del IVA, la Comisión Europea emplea EL y GB para Grecia y el Reino Unido, respectivamente.
La Organización de las Naciones Unidas utiliza una combinación de los códigos ISO 3166-1 alfa-2 y alfa-3, además de códigos anteriores a la creación de la ISO 3166, para los distintivos automovilísticos de identificación internacional, que son códigos empleados para identificar el país emisor de la placa de matrícula de un vehículo; en la actualidad, algunos de estos códigos tienen una reserva indeterminada en la ISO 3166-1.
Los códigos de idioma IETF (que se ajustan a la norma BCP 47 y se mantienen en un registro de la IANA) también se derivan parcialmente de los códigos ISO 3166-1 alfa-2 (para las subetiquetas de región). La lista completa de códigos ISO 3166-1 asignados a países y territorios puede utilizarse para las subetiquetas de región. Asimismo, también pueden emplearse los códigos alfa-2 «excepcionalmente reservados» definidos en la norma ISO 3166-1 (exceptuando UK) como subetiquetas de región para los códigos de idioma. Sin embargo, se han implementado nuevas políticas de estabilidad (acordadas con la ISO) para evitar la eliminación de subetiquetas que han sido retiradas de la ISO 3166-1; en su lugar, se mantienen y se les asigna un alias a las nuevas subetiquetas preferidas, o se mantienen como subetiquetas que agrupan a varios países. Otras subetiquetas de grupos regionales se derivan de otras normas. Según las nuevas políticas de estabilidad, los antiguos códigos asignados que se han retirado de la ISO 3166-1 ya no deben reasignarse a otro país o territorio (como ha ocurrido previamente con CS).

## Códigos actuales

### Tabla de decodificación
A continuación se muestra una tabla de colores con todos los códigos ISO 3166-1 alfa-2.
| AA                 | AB       | AC | AD | AE | AF | AG | AH | AI | AJ | AK | AL | AM | AN | AO | AP | AQ | AR | AS | AT | AU | AV | AW | AX | AY | AZ |
| BA                 | BB       | BC | BD | BE | BF | BG | BH | BI | BJ | BK | BL | BM | BN | BO | BP | BQ | BR | BS | BT | BU | BV | BW | BX | BY | BZ |
| CA                 | CB       | CC | CD | CE | CF | CG | CH | CI | CJ | CK | CL | CM | CN | CO | CP | CQ | CR | CS | CT | CU | CV | CW | CX | CY | CZ |
| DA                 | DB       | DC | DD | DE | DF | DG | DH | DI | DJ | DK | DL | DM | DN | DO | DP | DQ | DR | DS | DT | DU | DV | DW | DX | DY | DZ |
| EA                 | EB       | EC | ED | EE | EF | EG | EH | EI | EJ | EK | EL | EM | EN | EO | EP | EQ | ER | ES | ET | EU | EV | EW | EX | EY | EZ |
| FA                 | FB       | FC | FD | FE | FF | FG | FH | FI | FJ | FK | FL | FM | FN | FO | FP | FQ | FR | FS | FT | FU | FV | FW | FX | FY | FZ |
| GA                 | GB       | GC | GD | GE | GF | GG | GH | GI | GJ | GK | GL | GM | GN | GO | GP | GQ | GR | GS | GT | GU | GV | GW | GX | GY | GZ |
| HA                 | HB       | HC | HD | HE | HF | HG | HH | HI | HJ | HK | HL | HM | HN | HO | HP | HQ | HR | HS | HT | HU | HV | HW | HX | HY | HZ |
| IA                 | IB       | IC | ID | IE | IF | IG | IH | II | IJ | IK | IL | IM | IN | IO | IP | IQ | IR | IS | IT | IU | IV | IW | IX | IY | IZ |
| JA                 | JB       | JC | JD | JE | JF | JG | JH | JI | JJ | JK | JL | JM | JN | JO | JP | JQ | JR | JS | JT | JU | JV | JW | JX | JY | JZ |
| KA                 | KB       | KC | KD | KE | KF | KG | KH | KI | KJ | KK | KL | KM | KN | KO | KP | KQ | KR | KS | KT | KU | KV | KW | KX | KY | KZ |
| LA                 | LB       | LC | LD | LE | LF | LG | LH | LI | LJ | LK | LL | LM | LN | LO | LP | LQ | LR | LS | LT | LU | LV | LW | LX | LY | LZ |
| MA                 | MB       | MC | MD | ME | MF | MG | MH | MI | MJ | MK | ML | MM | MN | MO | MP | MQ | MR | MS | MT | MU | MV | MW | MX | MY | MZ |
| NA                 | NB       | NC | ND | NE | NF | NG | NH | NI | NJ | NK | NL | NM | NN | NO | NP | NQ | NR | NS | NT | NU | NV | NW | NX | NY | NZ |
| OA                 | OB       | OC | OD | OE | OF | OG | OH | OI | OJ | OK | OL | OM | ON | OO | OP | OQ | OR | OS | OT | OU | OV | OW | OX | OY | OZ |
| PA                 | PB       | PC | PD | PE | PF | PG | PH | PI | PJ | PK | PL | PM | PN | PO | PP | PQ | PR | PS | PT | PU | PV | PW | PX | PY | PZ |
| QA                 | QB       | QC | QD | QE | QF | QG | QH | QI | QJ | QK | QL | QM | QN | QO | QP | QQ | QR | QS | QT | QU | QV | QW | QX | QY | QZ |
| RA                 | RB       | RC | RD | RE | RF | RG | RH | RI | RJ | RK | RL | RM | RN | RO | RP | RQ | RR | RS | RT | RU | RV | RW | RX | RY | RZ |
| SA                 | SB       | SC | SD | SE | SF | SG | SH | SI | SJ | SK | SL | SM | SN | SO | SP | SQ | SR | SS | ST | SU | SV | SW | SX | SY | SZ |
| TA                 | TB       | TC | TD | TE | TF | TG | TH | TI | TJ | TK | TL | TM | TN | TO | TP | TQ | TR | TS | TT | TU | TV | TW | TX | TY | TZ |
| UA                 | UB       | UC | UD | UE | UF | UG | UH | UI | UJ | UK | UL | UM | UN | UO | UP | UQ | UR | US | UT | UU | UV | UW | UX | UY | UZ |
| VA                 | VB       | VC | VD | VE | VF | VG | VH | VI | VJ | VK | VL | VM | VN | VO | VP | VQ | VR | VS | VT | VU | VV | VW | VX | VY | VZ |
| WA                 | WB       | WC | WD | WE | WF | WG | WH | WI | WJ | WK | WL | WM | WN | WO | WP | WQ | WR | WS | WT | WU | WV | WW | WX | WY | WZ |
| XA                 | XB       | XC | XD | XE | XF | XG | XH | XI | XJ | XK | XL | XM | XN | XO | XP | XQ | XR | XS | XT | XU | XV | XW | XX | XY | XZ |
| YA                 | YB       | YC | YD | YE | YF | YG | YH | YI | YJ | YK | YL | YM | YN | YO | YP | YQ | YR | YS | YT | YU | YV | YW | YX | YY | YZ |
| ZA                 | ZB       | ZC | ZD | ZE | ZF | ZG | ZH | ZI | ZJ | ZK | ZL | ZM | ZN | ZO | ZP | ZQ | ZR | ZS | ZT | ZU | ZV | ZW | ZX | ZY | ZZ |
| Leyenda de colores |          | | | | | | | | | | | | | | | | | | | | | | | | |
| 242 /676           | 242 /676 | Asignado oficialmente: Asignado a un país, territorio o área de interés geográfico.                                           | Asignado oficialmente: Asignado a un país, territorio o área de interés geográfico.                                           | Asignado oficialmente: Asignado a un país, territorio o área de interés geográfico.                                           | Asignado oficialmente: Asignado a un país, territorio o área de interés geográfico.                                           | Asignado oficialmente: Asignado a un país, territorio o área de interés geográfico.                                           | Asignado oficialmente: Asignado a un país, territorio o área de interés geográfico.                                           | Asignado oficialmente: Asignado a un país, territorio o área de interés geográfico.                                           | Asignado oficialmente: Asignado a un país, territorio o área de interés geográfico.                                           | Asignado oficialmente: Asignado a un país, territorio o área de interés geográfico.                                           | Asignado oficialmente: Asignado a un país, territorio o área de interés geográfico.                                           | Asignado oficialmente: Asignado a un país, territorio o área de interés geográfico.                                           | Asignado oficialmente: Asignado a un país, territorio o área de interés geográfico.                                           | Asignado oficialmente: Asignado a un país, territorio o área de interés geográfico.                                           | Asignado oficialmente: Asignado a un país, territorio o área de interés geográfico.                                           | Asignado oficialmente: Asignado a un país, territorio o área de interés geográfico.                                           | Asignado oficialmente: Asignado a un país, territorio o área de interés geográfico.                                           | Asignado oficialmente: Asignado a un país, territorio o área de interés geográfico.                                           | Asignado oficialmente: Asignado a un país, territorio o área de interés geográfico.                                           | Asignado oficialmente: Asignado a un país, territorio o área de interés geográfico.                                           | Asignado oficialmente: Asignado a un país, territorio o área de interés geográfico.                                           | Asignado oficialmente: Asignado a un país, territorio o área de interés geográfico.                                           | Asignado oficialmente: Asignado a un país, territorio o área de interés geográfico.                                           | Asignado oficialmente: Asignado a un país, territorio o área de interés geográfico.                                           | Asignado oficialmente: Asignado a un país, territorio o área de interés geográfico.                                           |
| 7 /676             | 7 /676   | Asignado oficialmente: Previamente asignado a una entidad diferente, retirado y reasignado más tarde a un país, territorio... | Asignado oficialmente: Previamente asignado a una entidad diferente, retirado y reasignado más tarde a un país, territorio... | Asignado oficialmente: Previamente asignado a una entidad diferente, retirado y reasignado más tarde a un país, territorio... | Asignado oficialmente: Previamente asignado a una entidad diferente, retirado y reasignado más tarde a un país, territorio... | Asignado oficialmente: Previamente asignado a una entidad diferente, retirado y reasignado más tarde a un país, territorio... | Asignado oficialmente: Previamente asignado a una entidad diferente, retirado y reasignado más tarde a un país, territorio... | Asignado oficialmente: Previamente asignado a una entidad diferente, retirado y reasignado más tarde a un país, territorio... | Asignado oficialmente: Previamente asignado a una entidad diferente, retirado y reasignado más tarde a un país, territorio... | Asignado oficialmente: Previamente asignado a una entidad diferente, retirado y reasignado más tarde a un país, territorio... | Asignado oficialmente: Previamente asignado a una entidad diferente, retirado y reasignado más tarde a un país, territorio... | Asignado oficialmente: Previamente asignado a una entidad diferente, retirado y reasignado más tarde a un país, territorio... | Asignado oficialmente: Previamente asignado a una entidad diferente, retirado y reasignado más tarde a un país, territorio... | Asignado oficialmente: Previamente asignado a una entidad diferente, retirado y reasignado más tarde a un país, territorio... | Asignado oficialmente: Previamente asignado a una entidad diferente, retirado y reasignado más tarde a un país, territorio... | Asignado oficialmente: Previamente asignado a una entidad diferente, retirado y reasignado más tarde a un país, territorio... | Asignado oficialmente: Previamente asignado a una entidad diferente, retirado y reasignado más tarde a un país, territorio... | Asignado oficialmente: Previamente asignado a una entidad diferente, retirado y reasignado más tarde a un país, territorio... | Asignado oficialmente: Previamente asignado a una entidad diferente, retirado y reasignado más tarde a un país, territorio... | Asignado oficialmente: Previamente asignado a una entidad diferente, retirado y reasignado más tarde a un país, territorio... | Asignado oficialmente: Previamente asignado a una entidad diferente, retirado y reasignado más tarde a un país, territorio... | Asignado oficialmente: Previamente asignado a una entidad diferente, retirado y reasignado más tarde a un país, territorio... | Asignado oficialmente: Previamente asignado a una entidad diferente, retirado y reasignado más tarde a un país, territorio... | Asignado oficialmente: Previamente asignado a una entidad diferente, retirado y reasignado más tarde a un país, territorio... | Asignado oficialmente: Previamente asignado a una entidad diferente, retirado y reasignado más tarde a un país, territorio... |
| 43 /676            | 43 /676  | Asignado por el usuario: Disponible para su asignación por parte de los usuarios.                                             | Asignado por el usuario: Disponible para su asignación por parte de los usuarios.                                             | Asignado por el usuario: Disponible para su asignación por parte de los usuarios.                                             | Asignado por el usuario: Disponible para su asignación por parte de los usuarios.                                             | Asignado por el usuario: Disponible para su asignación por parte de los usuarios.                                             | Asignado por el usuario: Disponible para su asignación por parte de los usuarios.                                             | Asignado por el usuario: Disponible para su asignación por parte de los usuarios.                                             | Asignado por el usuario: Disponible para su asignación por parte de los usuarios.                                             | Asignado por el usuario: Disponible para su asignación por parte de los usuarios.                                             | Asignado por el usuario: Disponible para su asignación por parte de los usuarios.                                             | Asignado por el usuario: Disponible para su asignación por parte de los usuarios.                                             | Asignado por el usuario: Disponible para su asignación por parte de los usuarios.                                             | Asignado por el usuario: Disponible para su asignación por parte de los usuarios.                                             | Asignado por el usuario: Disponible para su asignación por parte de los usuarios.                                             | Asignado por el usuario: Disponible para su asignación por parte de los usuarios.                                             | Asignado por el usuario: Disponible para su asignación por parte de los usuarios.                                             | Asignado por el usuario: Disponible para su asignación por parte de los usuarios.                                             | Asignado por el usuario: Disponible para su asignación por parte de los usuarios.                                             | Asignado por el usuario: Disponible para su asignación por parte de los usuarios.                                             | Asignado por el usuario: Disponible para su asignación por parte de los usuarios.                                             | Asignado por el usuario: Disponible para su asignación por parte de los usuarios.                                             | Asignado por el usuario: Disponible para su asignación por parte de los usuarios.                                             | Asignado por el usuario: Disponible para su asignación por parte de los usuarios.                                             | Asignado por el usuario: Disponible para su asignación por parte de los usuarios.                                             |
| 13 /676            | 13 /676  | Reservado excepcionalmente: Reservado a petición para su uso restringido.                                                     | Reservado excepcionalmente: Reservado a petición para su uso restringido.                                                     | Reservado excepcionalmente: Reservado a petición para su uso restringido.                                                     | Reservado excepcionalmente: Reservado a petición para su uso restringido.                                                     | Reservado excepcionalmente: Reservado a petición para su uso restringido.                                                     | Reservado excepcionalmente: Reservado a petición para su uso restringido.                                                     | Reservado excepcionalmente: Reservado a petición para su uso restringido.                                                     | Reservado excepcionalmente: Reservado a petición para su uso restringido.                                                     | Reservado excepcionalmente: Reservado a petición para su uso restringido.                                                     | Reservado excepcionalmente: Reservado a petición para su uso restringido.                                                     | Reservado excepcionalmente: Reservado a petición para su uso restringido.                                                     | Reservado excepcionalmente: Reservado a petición para su uso restringido.                                                     | Reservado excepcionalmente: Reservado a petición para su uso restringido.                                                     | Reservado excepcionalmente: Reservado a petición para su uso restringido.                                                     | Reservado excepcionalmente: Reservado a petición para su uso restringido.                                                     | Reservado excepcionalmente: Reservado a petición para su uso restringido.                                                     | Reservado excepcionalmente: Reservado a petición para su uso restringido.                                                     | Reservado excepcionalmente: Reservado a petición para su uso restringido.                                                     | Reservado excepcionalmente: Reservado a petición para su uso restringido.                                                     | Reservado excepcionalmente: Reservado a petición para su uso restringido.                                                     | Reservado excepcionalmente: Reservado a petición para su uso restringido.                                                     | Reservado excepcionalmente: Reservado a petición para su uso restringido.                                                     | Reservado excepcionalmente: Reservado a petición para su uso restringido.                                                     | Reservado excepcionalmente: Reservado a petición para su uso restringido.                                                     |
| 30 /676            | 30 /676  | Reservado indeterminadamente: Usado en sistemas de codificación asociados con la ISO 3166-1.                                  | Reservado indeterminadamente: Usado en sistemas de codificación asociados con la ISO 3166-1.                                  | Reservado indeterminadamente: Usado en sistemas de codificación asociados con la ISO 3166-1.                                  | Reservado indeterminadamente: Usado en sistemas de codificación asociados con la ISO 3166-1.                                  | Reservado indeterminadamente: Usado en sistemas de codificación asociados con la ISO 3166-1.                                  | Reservado indeterminadamente: Usado en sistemas de codificación asociados con la ISO 3166-1.                                  | Reservado indeterminadamente: Usado en sistemas de codificación asociados con la ISO 3166-1.                                  | Reservado indeterminadamente: Usado en sistemas de codificación asociados con la ISO 3166-1.                                  | Reservado indeterminadamente: Usado en sistemas de codificación asociados con la ISO 3166-1.                                  | Reservado indeterminadamente: Usado en sistemas de codificación asociados con la ISO 3166-1.                                  | Reservado indeterminadamente: Usado en sistemas de codificación asociados con la ISO 3166-1.                                  | Reservado indeterminadamente: Usado en sistemas de codificación asociados con la ISO 3166-1.                                  | Reservado indeterminadamente: Usado en sistemas de codificación asociados con la ISO 3166-1.                                  | Reservado indeterminadamente: Usado en sistemas de codificación asociados con la ISO 3166-1.                                  | Reservado indeterminadamente: Usado en sistemas de codificación asociados con la ISO 3166-1.                                  | Reservado indeterminadamente: Usado en sistemas de codificación asociados con la ISO 3166-1.                                  | Reservado indeterminadamente: Usado en sistemas de codificación asociados con la ISO 3166-1.                                  | Reservado indeterminadamente: Usado en sistemas de codificación asociados con la ISO 3166-1.                                  | Reservado indeterminadamente: Usado en sistemas de codificación asociados con la ISO 3166-1.                                  | Reservado indeterminadamente: Usado en sistemas de codificación asociados con la ISO 3166-1.                                  | Reservado indeterminadamente: Usado en sistemas de codificación asociados con la ISO 3166-1.                                  | Reservado indeterminadamente: Usado en sistemas de codificación asociados con la ISO 3166-1.                                  | Reservado indeterminadamente: Usado en sistemas de codificación asociados con la ISO 3166-1.                                  | Reservado indeterminadamente: Usado en sistemas de codificación asociados con la ISO 3166-1.                                  |
| 7 /676             | 7 /676   | Reservado transitoriamente: Retirado de la ISO 3166-1 pero con una reserva transitoria.                                       | Reservado transitoriamente: Retirado de la ISO 3166-1 pero con una reserva transitoria.                                       | Reservado transitoriamente: Retirado de la ISO 3166-1 pero con una reserva transitoria.                                       | Reservado transitoriamente: Retirado de la ISO 3166-1 pero con una reserva transitoria.                                       | Reservado transitoriamente: Retirado de la ISO 3166-1 pero con una reserva transitoria.                                       | Reservado transitoriamente: Retirado de la ISO 3166-1 pero con una reserva transitoria.                                       | Reservado transitoriamente: Retirado de la ISO 3166-1 pero con una reserva transitoria.                                       | Reservado transitoriamente: Retirado de la ISO 3166-1 pero con una reserva transitoria.                                       | Reservado transitoriamente: Retirado de la ISO 3166-1 pero con una reserva transitoria.                                       | Reservado transitoriamente: Retirado de la ISO 3166-1 pero con una reserva transitoria.                                       | Reservado transitoriamente: Retirado de la ISO 3166-1 pero con una reserva transitoria.                                       | Reservado transitoriamente: Retirado de la ISO 3166-1 pero con una reserva transitoria.                                       | Reservado transitoriamente: Retirado de la ISO 3166-1 pero con una reserva transitoria.                                       | Reservado transitoriamente: Retirado de la ISO 3166-1 pero con una reserva transitoria.                                       | Reservado transitoriamente: Retirado de la ISO 3166-1 pero con una reserva transitoria.                                       | Reservado transitoriamente: Retirado de la ISO 3166-1 pero con una reserva transitoria.                                       | Reservado transitoriamente: Retirado de la ISO 3166-1 pero con una reserva transitoria.                                       | Reservado transitoriamente: Retirado de la ISO 3166-1 pero con una reserva transitoria.                                       | Reservado transitoriamente: Retirado de la ISO 3166-1 pero con una reserva transitoria.                                       | Reservado transitoriamente: Retirado de la ISO 3166-1 pero con una reserva transitoria.                                       | Reservado transitoriamente: Retirado de la ISO 3166-1 pero con una reserva transitoria.                                       | Reservado transitoriamente: Retirado de la ISO 3166-1 pero con una reserva transitoria.                                       | Reservado transitoriamente: Retirado de la ISO 3166-1 pero con una reserva transitoria.                                       | Reservado transitoriamente: Retirado de la ISO 3166-1 pero con una reserva transitoria.                                       |
| 14 /676            | 14 /676  | Retirado: Retirado y disponible para su reasignación.                                                                         | Retirado: Retirado y disponible para su reasignación.                                                                         | Retirado: Retirado y disponible para su reasignación.                                                                         | Retirado: Retirado y disponible para su reasignación.                                                                         | Retirado: Retirado y disponible para su reasignación.                                                                         | Retirado: Retirado y disponible para su reasignación.                                                                         | Retirado: Retirado y disponible para su reasignación.                                                                         | Retirado: Retirado y disponible para su reasignación.                                                                         | Retirado: Retirado y disponible para su reasignación.                                                                         | Retirado: Retirado y disponible para su reasignación.                                                                         | Retirado: Retirado y disponible para su reasignación.                                                                         | Retirado: Retirado y disponible para su reasignación.                                                                         | Retirado: Retirado y disponible para su reasignación.                                                                         | Retirado: Retirado y disponible para su reasignación.                                                                         | Retirado: Retirado y disponible para su reasignación.                                                                         | Retirado: Retirado y disponible para su reasignación.                                                                         | Retirado: Retirado y disponible para su reasignación.                                                                         | Retirado: Retirado y disponible para su reasignación.                                                                         | Retirado: Retirado y disponible para su reasignación.                                                                         | Retirado: Retirado y disponible para su reasignación.                                                                         | Retirado: Retirado y disponible para su reasignación.                                                                         | Retirado: Retirado y disponible para su reasignación.                                                                         | Retirado: Retirado y disponible para su reasignación.                                                                         | Retirado: Retirado y disponible para su reasignación.                                                                         |
| 320 /676           | 320 /676 | No asignado: Disponible para su asignación únicamente por la ISO 3166/MA.                                                     | No asignado: Disponible para su asignación únicamente por la ISO 3166/MA.                                                     | No asignado: Disponible para su asignación únicamente por la ISO 3166/MA.                                                     | No asignado: Disponible para su asignación únicamente por la ISO 3166/MA.                                                     | No asignado: Disponible para su asignación únicamente por la ISO 3166/MA.                                                     | No asignado: Disponible para su asignación únicamente por la ISO 3166/MA.                                                     | No asignado: Disponible para su asignación únicamente por la ISO 3166/MA.                                                     | No asignado: Disponible para su asignación únicamente por la ISO 3166/MA.                                                     | No asignado: Disponible para su asignación únicamente por la ISO 3166/MA.                                                     | No asignado: Disponible para su asignación únicamente por la ISO 3166/MA.                                                     | No asignado: Disponible para su asignación únicamente por la ISO 3166/MA.                                                     | No asignado: Disponible para su asignación únicamente por la ISO 3166/MA.                                                     | No asignado: Disponible para su asignación únicamente por la ISO 3166/MA.                                                     | No asignado: Disponible para su asignación únicamente por la ISO 3166/MA.                                                     | No asignado: Disponible para su asignación únicamente por la ISO 3166/MA.                                                     | No asignado: Disponible para su asignación únicamente por la ISO 3166/MA.                                                     | No asignado: Disponible para su asignación únicamente por la ISO 3166/MA.                                                     | No asignado: Disponible para su asignación únicamente por la ISO 3166/MA.                                                     | No asignado: Disponible para su asignación únicamente por la ISO 3166/MA.                                                     | No asignado: Disponible para su asignación únicamente por la ISO 3166/MA.                                                     | No asignado: Disponible para su asignación únicamente por la ISO 3166/MA.                                                     | No asignado: Disponible para su asignación únicamente por la ISO 3166/MA.                                                     | No asignado: Disponible para su asignación únicamente por la ISO 3166/MA.                                                     | No asignado: Disponible para su asignación únicamente por la ISO 3166/MA.                                                     |

### Elementos de código asignados oficialmente
A continuación se muestra una lista completa de los 249 códigos ISO 3166-1 alfa-2 asignados oficialmente, con las siguientes columnas:
- Código: Código ISO 3166-1 alfa-2.
- Nombre del país: Denominación del país o territorio según la norma ISO 3166-1.
Los nombres en español se han obtenido mediante la combinación de las denominaciones en inglés y francés, idiomas oficiales de la norma ISO. Algunos nombres solo figuran en su idioma local porque esos países o territorios prefieren que se use el nombre únicamente en su idioma, sin traducirlo. La grafía de los nombres en español se ha obtenido de la lista de Estados miembros de las Naciones Unidas y de la lista de países y áreas de la División de Estadística de las Naciones Unidas, manteniendo el nombre utilizado en la norma ISO.

- Año: Año en el que el código alfa-2 se asignó por primera vez (1974, primera edición del ISO 3166).
- ccTLD: Dominio de nivel superior geográfico correspondiente (algunos pueden estar inactivos); las excepciones en las que hay otro ccTLD asignado para el país se muestran entre paréntesis.
- ISO 3166-2: Códigos ISO 3166-2 correspondientes.
- Notas: Notas no oficiales.

| Código | Nombre del país                                      | Año  | ccTLD    | ISO 3166-2    | Notas |
| ------ | ---------------------------------------------------- | ---- | -------- | ------------- | --- |
| AD     | Andorra                                              | 1974 | .ad      | ISO 3166-2:AD | |
| AE     | Emiratos Árabes Unidos (los)                         | 1974 | .ae      | ISO 3166-2:AE | |
| AF     | Afganistán                                           | 1974 | .af      | ISO 3166-2:AF | |
| AG     | Antigua y Barbuda                                    | 1974 | .ag      | ISO 3166-2:AG | |
| AI     | Anguila                                              | 1985 | .ai      | ISO 3166-2:AI | AI antes representaba al Territorio Francés de los Afares y los Isas. |
| AL     | Albania                                              | 1974 | .al      | ISO 3166-2:AL | |
| AM     | Armenia                                              | 1992 | .am      | ISO 3166-2:AM | |
| AO     | Angola                                               | 1974 | .ao      | ISO 3166-2:AO | |
| AQ     | Antártida                                            | 1974 | .aq      | ISO 3166-2:AQ | Cubre el territorio al sur del paralelo 60° sur. Código obtenido del nombre en francés: Antarctique. |
| AR     | Argentina                                            | 1974 | .ar      | ISO 3166-2:AR | |
| AS     | Samoa Americana                                      | 1974 | .as      | ISO 3166-2:AS | |
| AT     | Austria                                              | 1974 | .at      | ISO 3166-2:AT | |
| AU     | Australia                                            | 1974 | .au      | ISO 3166-2:AU | Incluye las Islas Ashmore y Cartier y las Islas del Mar del Coral. |
| AW     | Aruba                                                | 1986 | .aw      | ISO 3166-2:AW | |
| AX     | Åland, Islas                                         | 2004 | .ax      | ISO 3166-2:AX | Es una provincia autónoma de Finlandia. |
| AZ     | Azerbaiyán                                           | 1992 | .az      | ISO 3166-2:AZ | |
| BA     | Bosnia y Herzegovina                                 | 1992 | .ba      | ISO 3166-2:BA | |
| BB     | Barbados                                             | 1974 | .bb      | ISO 3166-2:BB | |
| BD     | Bangladés                                            | 1974 | .bd      | ISO 3166-2:BD | |
| BE     | Bélgica                                              | 1974 | .be      | ISO 3166-2:BE | |
| BF     | Burkina Faso                                         | 1984 | .bf      | ISO 3166-2:BF | Antes llamado Alto Volta (HV). |
| BG     | Bulgaria                                             | 1974 | .bg      | ISO 3166-2:BG | |
| BH     | Baréin                                               | 1974 | .bh      | ISO 3166-2:BH | |
| BI     | Burundi                                              | 1974 | .bi      | ISO 3166-2:BI | |
| BJ     | Benín                                                | 1977 | .bj      | ISO 3166-2:BJ | Antes llamado Dahomey (DY). |
| BL     | San Barthélemy                                       | 2007 | .bl      | ISO 3166-2:BL | |
| BM     | Bermuda                                              | 1974 | .bm      | ISO 3166-2:BM | |
| BN     | Brunei Darussalam                                    | 1974 | .bn      | ISO 3166-2:BN | Anterior nombre ISO del país: Brunei. |
| BO     | Bolivia (Estado Plurinacional de)                    | 1974 | .bo      | ISO 3166-2:BO | Anterior nombre ISO del país: Bolivia. |
| BQ     | Bonaire, San Eustaquio y Saba                        | 2010 | .bq      | ISO 3166-2:BQ | Son tres municipios especiales que forman parte de los Países Bajos: Bonaire, San Eustaquio y Saba (las Islas BES). BQ antes representaba al Territorio Antártico Británico.                                                                                                  |
| BR     | Brasil                                               | 1974 | .br      | ISO 3166-2:BR | |
| BS     | Bahamas (las)                                        | 1974 | .bs      | ISO 3166-2:BS | |
| BT     | Bhután                                               | 1974 | .bt      | ISO 3166-2:BT | |
| BV     | Bouvet, Isla                                         | 1974 | .bv      | ISO 3166-2:BV | Pertenece a Noruega. |
| BW     | Botsuana                                             | 1974 | .bw      | ISO 3166-2:BW | |
| BY     | Belarús                                              | 1974 | .by      | ISO 3166-2:BY | Código obtenido del anterior nombre ISO del país: RSS de Bielorrusia (ahora tiene asignado el código ISO 3166-3 BYAA). Código asignado porque el país ya era miembro de la ONU desde 1945.                                                                                    |
| BZ     | Belice                                               | 1974 | .bz      | ISO 3166-2:BZ | |
| CA     | Canadá                                               | 1974 | .ca      | ISO 3166-2:CA | |
| CC     | Cocos / Keeling, (las) Islas                         | 1974 | .cc      | ISO 3166-2:CC | |
| CD     | Congo (la República Democrática del)                 | 1997 | .cd      | ISO 3166-2:CD | Antes llamada Zaire (ZR). |
| CF     | República Centroafricana (la)                        | 1974 | .cf      | ISO 3166-2:CF | |
| CG     | Congo (el)                                           | 1974 | .cg      | ISO 3166-2:CG | |
| CH     | Suiza                                                | 1974 | .ch      | ISO 3166-2:CH | Código obtenido del nombre en latín: Confoederatio Helvetica. |
| CI     | Côte d'Ivoire                                        | 1974 | .ci      | ISO 3166-2:CI | El nombre ISO del país sigue la denominación de la ONU (nombre común y anterior nombre ISO del país: Costa de Marfil). |
| CK     | Cook, Islas                                          | 1974 | .ck      | ISO 3166-2:CK | |
| CL     | Chile                                                | 1974 | .cl      | ISO 3166-2:CL | |
| CM     | Camerún                                              | 1974 | .cm      | ISO 3166-2:CM | Anterior nombre ISO del país: Camerún, República Unida de. |
| CN     | China                                                | 1974 | .cn      | ISO 3166-2:CN | |
| CO     | Colombia                                             | 1974 | .co      | ISO 3166-2:CO | |
| CR     | Costa Rica                                           | 1974 | .cr      | ISO 3166-2:CR | |
| CU     | Cuba                                                 | 1974 | .cu      | ISO 3166-2:CU | |
| CV     | Cabo Verde                                           | 1974 | .cv      | ISO 3166-2:CV | El nombre ISO del país sigue la denominación de la ONU (anterior nombre ISO del país: Cabo Verde, Islas). |
| CW     | Curazao                                              | 2010 | .cw      | ISO 3166-2:CW | |
| CX     | Christmas, Isla                                      | 1974 | .cx      | ISO 3166-2:CX | |
| CY     | Chipre                                               | 1974 | .cy      | ISO 3166-2:CY | |
| CZ     | Chequia                                              | 1993 | .cz      | ISO 3166-2:CZ | Anterior nombre ISO del país: República Checa. |
| DE     | Alemania                                             | 1974 | .de      | ISO 3166-2:DE | Código obtenido del nombre en alemán: Deutschland. Código usado por Alemania Occidental antes de 1990 (anterior nombre ISO del país: Alemania, República Federal de). |
| DJ     | Yibuti                                               | 1977 | .dj      | ISO 3166-2:DJ | Antes llamado Territorio Francés de los Afares y los Isas (AI). |
| DK     | Dinamarca                                            | 1974 | .dk      | ISO 3166-2:DK | |
| DM     | Dominica                                             | 1974 | .dm      | ISO 3166-2:DM | |
| DO     | Dominicana, (la) República                           | 1974 | .do      | ISO 3166-2:DO | |
| DZ     | Argelia                                              | 1974 | .dz      | ISO 3166-2:DZ | Código obtenido del nombre en árabe الجزائر al-Djazā'ir, árabe argelino الدزاير al-Dzāyīr o bereber ⴷⵣⴰⵢⵔ Dzayer. |
| EC     | Ecuador                                              | 1974 | .ec      | ISO 3166-2:EC | |
| EE     | Estonia                                              | 1992 | .ee      | ISO 3166-2:EE | Código obtenido del nombre en estonio: Eesti. |
| EG     | Egipto                                               | 1974 | .eg      | ISO 3166-2:EG | |
| EH     | Sáhara Occidental                                    | 1974 |          | ISO 3166-2:EH | Anterior nombre ISO del país: Sahara español (código obtenido del nombre en español). El ccTLD .eh no ha sido implementado. |
| ER     | Eritrea                                              | 1993 | .er      | ISO 3166-2:ER | |
| ES     | España                                               | 1974 | .es      | ISO 3166-2:ES | Código obtenido del nombre en español: España. |
| ET     | Etiopía                                              | 1974 | .et      | ISO 3166-2:ET | |
| FI     | Finlandia                                            | 1974 | .fi      | ISO 3166-2:FI | |
| FJ     | Fiyi                                                 | 1974 | .fj      | ISO 3166-2:FJ | |
| FK     | Malvinas [Falkland], (las) Islas                     | 1974 | .fk      | ISO 3166-2:FK | El nombre ISO del país sigue la denominación de la ONU debido a la cuestión de las islas Malvinas (nombre común local: Islas Malvinas). |
| FM     | Micronesia (Estados Federados de)                    | 1986 | .fm      | ISO 3166-2:FM | Anterior nombre ISO del país: Micronesia. |
| FO     | Feroe, (las) Islas                                   | 1974 | .fo      | ISO 3166-2:FO | Código obtenido del nombre en feroés: Føroyar. |
| FR     | Francia                                              | 1974 | .fr      | ISO 3166-2:FR | Incluye la Isla Clipperton. |
| GA     | Gabón                                                | 1974 | .ga      | ISO 3166-2:GA | |
| GB     | Reino Unido de Gran Bretaña e Irlanda del Norte (el) | 1974 | .gb(.uk) | ISO 3166-2:GB | Código obtenido de Gran Bretaña (del nombre oficial: Reino Unido de Gran Bretaña e Irlanda del Norte). Anterior nombre ISO del país: Reino Unido. .uk es el ccTLD principal del Reino Unido en lugar de .gb (véase el código UK, que se encuentra reservado excepcionalmente) |
| GD     | Granada                                              | 1974 | .gd      | ISO 3166-2:GD | |
| GE     | Georgia                                              | 1992 | .ge      | ISO 3166-2:GE | GE antes representaba a las Islas Gilbert y Ellice. |
| GF     | Guayana Francesa                                     | 1974 | .gf      | ISO 3166-2:GF | Código obtenido del nombre en francés: Guyane française. |
| GG     | Guernsey                                             | 2006 | .gg      | ISO 3166-2:GG | Una dependencia de la Corona británica. |
| GH     | Ghana                                                | 1974 | .gh      | ISO 3166-2:GH | |
| GI     | Gibraltar                                            | 1974 | .gi      | ISO 3166-2:GI | |
| GL     | Groenlandia                                          | 1974 | .gl      | ISO 3166-2:GL | |
| GM     | Gambia (la)                                          | 1974 | .gm      | ISO 3166-2:GM | |
| GN     | Guinea                                               | 1974 | .gn      | ISO 3166-2:GN | |
| GP     | Guadalupe                                            | 1974 | .gp      | ISO 3166-2:GP | |
| GQ     | Guinea Ecuatorial                                    | 1974 | .gq      | ISO 3166-2:GQ | Código obtenido del nombre en francés: Guinée équatoriale. |
| GR     | Grecia                                               | 1974 | .gr      | ISO 3166-2:GR | |
| GS     | Georgia del Sur (la) y las Islas Sandwich del Sur    | 1993 | .gs      | ISO 3166-2:GS | |
| GT     | Guatemala                                            | 1974 | .gt      | ISO 3166-2:GT | |
| GU     | Guam                                                 | 1974 | .gu      | ISO 3166-2:GU | |
| GW     | Guinea-Bissau                                        | 1974 | .gw      | ISO 3166-2:GW | |
| GY     | Guyana                                               | 1974 | .gy      | ISO 3166-2:GY | |
| HK     | Hong Kong                                            | 1974 | .hk      | ISO 3166-2:HK | |
| HM     | Heard (Isla) e Islas McDonald                        | 1974 | .hm      | ISO 3166-2:HM | |
| HN     | Honduras                                             | 1974 | .hn      | ISO 3166-2:HN | |
| HR     | Croacia                                              | 1992 | .hr      | ISO 3166-2:HR | Código obtenido del nombre en croata: Hrvatska. |
| HT     | Haití                                                | 1974 | .ht      | ISO 3166-2:HT | |
| HU     | Hungría                                              | 1974 | .hu      | ISO 3166-2:HU | |
| ID     | Indonesia                                            | 1974 | .id      | ISO 3166-2:ID | |
| IE     | Irlanda                                              | 1974 | .ie      | ISO 3166-2:IE | |
| IL     | Israel                                               | 1974 | .il      | ISO 3166-2:IL | |
| IM     | Isla de Man                                          | 2006 | .im      | ISO 3166-2:IM | Una dependencia de la Corona británica. |
| IN     | India                                                | 1974 | .in      | ISO 3166-2:IN | |
| IO     | Territorio Británico del Océano Índico (el)          | 1974 | .io      | ISO 3166-2:IO | |
| IQ     | Irak                                                 | 1974 | .iq      | ISO 3166-2:IQ | |
| IR     | Irán (República Islámica de)                         | 1974 | .ir      | ISO 3166-2:IR | Anterior nombre ISO del país: Irán. |
| IS     | Islandia                                             | 1974 | .is      | ISO 3166-2:IS | Código obtenido del nombre en islandés: Ísland. |
| IT     | Italia                                               | 1974 | .it      | ISO 3166-2:IT | |
| JE     | Jersey                                               | 2006 | .je      | ISO 3166-2:JE | Una dependencia de la Corona británica. |
| JM     | Jamaica                                              | 1974 | .jm      | ISO 3166-2:JM | |
| JO     | Jordania                                             | 1974 | .jo      | ISO 3166-2:JO | |
| JP     | Japón                                                | 1974 | .jp      | ISO 3166-2:JP | |
| KE     | Kenia                                                | 1974 | .ke      | ISO 3166-2:KE | |
| KG     | Kirguistán                                           | 1992 | .kg      | ISO 3166-2:KG | |
| KH     | Camboya                                              | 1974 | .kh      | ISO 3166-2:KH | Código obtenido del nombre antiguo: República Khmer. Anterior nombre ISO del país: Kampuchea, Democrática. |
| KI     | Kiribati                                             | 1979 | .ki      | ISO 3166-2:KI | Antes llamado Islas Gilbert (GE). |
| KM     | Comoras (las)                                        | 1974 | .km      | ISO 3166-2:KM | Código obtenido del nombre en comorense: Komori. Anterior nombre ISO del país: Islas Comoras. |
| KN     | Saint Kitts y Nevis                                  | 1974 | .kn      | ISO 3166-2:KN | Anterior nombre ISO del país: Saint Kitts-Nevis-Anguila. |
| KP     | Corea (la República Popular Democrática de)          | 1974 | .kp      | ISO 3166-2:KP | El nombre ISO del país sigue la denominación de la ONU (nombre común: Corea del Norte). |
| KR     | Corea (la República de)                              | 1974 | .kr      | ISO 3166-2:KR | El nombre ISO del país sigue la denominación de la ONU (nombre común: Corea del Sur). |
| KW     | Kuwait                                               | 1974 | .kw      | ISO 3166-2:KW | |
| KY     | Caimán, (las) Islas                                  | 1974 | .ky      | ISO 3166-2:KY | |
| KZ     | Kazajistán                                           | 1992 | .kz      | ISO 3166-2:KZ | |
| LA     | Lao, (la) República Democrática Popular              | 1974 | .la      | ISO 3166-2:LA | El nombre ISO del país sigue la denominación de la ONU (nombre común y anterior nombre ISO del país: Laos). |
| LB     | Líbano                                               | 1974 | .lb      | ISO 3166-2:LB | |
| LC     | Santa Lucía                                          | 1974 | .lc      | ISO 3166-2:LC | |
| LI     | Liechtenstein                                        | 1974 | .li      | ISO 3166-2:LI | |
| LK     | Sri Lanka                                            | 1974 | .lk      | ISO 3166-2:LK | |
| LR     | Liberia                                              | 1974 | .lr      | ISO 3166-2:LR | |
| LS     | Lesoto                                               | 1974 | .ls      | ISO 3166-2:LS | |
| LT     | Lituania                                             | 1992 | .lt      | ISO 3166-2:LT | |
| LU     | Luxemburgo                                           | 1974 | .lu      | ISO 3166-2:LU | |
| LV     | Letonia                                              | 1992 | .lv      | ISO 3166-2:LV | |
| LY     | Libia                                                | 1974 | .ly      | ISO 3166-2:LY | Anterior nombre ISO del país: Jamahiriya Árabe Libia. |
| MA     | Marruecos                                            | 1974 | .ma      | ISO 3166-2:MA | Código obtenido del nombre en francés: Maroc. |
| MC     | Mónaco                                               | 1974 | .mc      | ISO 3166-2:MC | |
| MD     | Moldavia (la República de)                           | 1992 | .md      | ISO 3166-2:MD | Anterior nombre ISO del país: Moldova (brevemente, entre 2008 y 2009). |
| ME     | Montenegro                                           | 2006 | .me      | ISO 3166-2:ME | |
| MF     | San Martín (parte francesa)                          | 2007 | .mf      | ISO 3166-2:MF | La parte neerlandesa de la isla Saint Martin tiene asignada el código SX. |
| MG     | Madagascar                                           | 1974 | .mg      | ISO 3166-2:MG | |
| MH     | Marshall, (las) Islas                                | 1986 | .mh      | ISO 3166-2:MH | |
| MK     | Macedonia del Norte                                  | 1993 | .mk      | ISO 3166-2:MK | Código obtenido del nombre en macedonio: Severna Makedonija. Anterior nombre ISO del país: Macedonia, la ex República Yugoslava de (denominado así debido a la disputa sobre el nombre de Macedonia).                                                                         |
| ML     | Malí                                                 | 1974 | .ml      | ISO 3166-2:ML | |
| MM     | Myanmar                                              | 1989 | .mm      | ISO 3166-2:MM | Antes llamado Birmania (BU). |
| MN     | Mongolia                                             | 1974 | .mn      | ISO 3166-2:MN | |
| MO     | Macao                                                | 1974 | .mo      | ISO 3166-2:MO | |
| MP     | Marianas Septentrionales, (las) Islas                | 1986 | .mp      | ISO 3166-2:MP | |
| MQ     | Martinica                                            | 1974 | .mq      | ISO 3166-2:MQ | |
| MR     | Mauritania                                           | 1974 | .mr      | ISO 3166-2:MR | |
| MS     | Montserrat                                           | 1974 | .ms      | ISO 3166-2:MS | |
| MT     | Malta                                                | 1974 | .mt      | ISO 3166-2:MT | |
| MU     | Mauricio                                             | 1974 | .mu      | ISO 3166-2:MU | |
| MV     | Maldivas                                             | 1974 | .mv      | ISO 3166-2:MV | |
| MW     | Malaui                                               | 1974 | .mw      | ISO 3166-2:MW | |
| MX     | México                                               | 1974 | .mx      | ISO 3166-2:MX | |
| MY     | Malasia                                              | 1974 | .my      | ISO 3166-2:MY | |
| MZ     | Mozambique                                           | 1974 | .mz      | ISO 3166-2:MZ | |
| NA     | Namibia                                              | 1974 | .na      | ISO 3166-2:NA | |
| NC     | Nueva Caledonia                                      | 1974 | .nc      | ISO 3166-2:NC | |
| NE     | Níger (el)                                           | 1974 | .ne      | ISO 3166-2:NE | |
| NF     | Norfolk, Isla                                        | 1974 | .nf      | ISO 3166-2:NF | |
| NG     | Nigeria                                              | 1974 | .ng      | ISO 3166-2:NG | |
| NI     | Nicaragua                                            | 1974 | .ni      | ISO 3166-2:NI | |
| NL     | Países Bajos (los)                                   | 1974 | .nl      | ISO 3166-2:NL | Incluye oficialmente las islas de Bonaire, San Eustaquio y Saba, que también tienen el código BQ en la ISO 3166-1. En la ISO 3166-2, Aruba (AW), Curazao (CW), y la parte neerlandesa de San Martín (SX) también se codifican como subdivisiones de NL.                       |
| NO     | Noruega                                              | 1974 | .no      | ISO 3166-2:NO | |
| NP     | Nepal                                                | 1974 | .np      | ISO 3166-2:NP | |
| NR     | Nauru                                                | 1974 | .nr      | ISO 3166-2:NR | |
| NU     | Niue                                                 | 1974 | .nu      | ISO 3166-2:NU | Anterior nombre ISO del país: Isla Niue. |
| NZ     | Nueva Zelandia                                       | 1974 | .nz      | ISO 3166-2:NZ | |
| OM     | Omán                                                 | 1974 | .om      | ISO 3166-2:OM | |
| PA     | Panamá                                               | 1974 | .pa      | ISO 3166-2:PA | |
| PE     | Perú                                                 | 1974 | .pe      | ISO 3166-2:PE | |
| PF     | Polinesia Francesa                                   | 1974 | .pf      | ISO 3166-2:PF | Código obtenido del nombre en francés: Polynésie française. |
| PG     | Papúa Nueva Guinea                                   | 1974 | .pg      | ISO 3166-2:PG | |
| PH     | Filipinas (las)                                      | 1974 | .ph      | ISO 3166-2:PH | |
| PK     | Pakistán                                             | 1974 | .pk      | ISO 3166-2:PK | |
| PL     | Polonia                                              | 1974 | .pl      | ISO 3166-2:PL | |
| PM     | San Pedro y Miquelón                                 | 1974 | .pm      | ISO 3166-2:PM | |
| PN     | Pitcairn                                             | 1974 | .pn      | ISO 3166-2:PN | Anterior nombre ISO del país: Islas Pitcairn. |
| PR     | Puerto Rico                                          | 1974 | .pr      | ISO 3166-2:PR | |
| PS     | Palestina, Estado de                                 | 1999 | .ps      | ISO 3166-2:PS | Anterior nombre ISO del país: Territorio de Palestina, Ocupado. Comprende los territorios de Cisjordania y la Franja de Gaza. |
| PT     | Portugal                                             | 1974 | .pt      | ISO 3166-2:PT | |
| PW     | Palaos                                               | 1986 | .pw      | ISO 3166-2:PW | |
| PY     | Paraguay                                             | 1974 | .py      | ISO 3166-2:PY | |
| QA     | Catar                                                | 1974 | .qa      | ISO 3166-2:QA | |
| RE     | Reunión                                              | 1974 | .re      | ISO 3166-2:RE | |
| RO     | Rumania                                              | 1974 | .ro      | ISO 3166-2:RO | |
| RS     | Serbia                                               | 2006 | .rs      | ISO 3166-2:RS | República de Serbia. |
| RU     | Rusia, (la) Federación de                            | 1992 | .ru      | ISO 3166-2:RU | El nombre ISO del país sigue la denominación de la ONU (nombre común: Rusia). |
| RW     | Ruanda                                               | 1974 | .rw      | ISO 3166-2:RW | |
| SA     | Arabia Saudita                                       | 1974 | .sa      | ISO 3166-2:SA | |
| SB     | Salomón, Islas                                       | 1974 | .sb      | ISO 3166-2:SB | Código obtenido del nombre anterior: Islas Salomón Británicas. |
| SC     | Seychelles                                           | 1974 | .sc      | ISO 3166-2:SC | |
| SD     | Sudán (el)                                           | 1974 | .sd      | ISO 3166-2:SD | |
| SE     | Suecia                                               | 1974 | .se      | ISO 3166-2:SE | |
| SG     | Singapur                                             | 1974 | .sg      | ISO 3166-2:SG | |
| SH     | Santa Elena, Ascensión y Tristán de Acuña            | 1974 | .sh      | ISO 3166-2:SH | Anterior nombre ISO del país: Santa Elena. |
| SI     | Eslovenia                                            | 1992 | .si      | ISO 3166-2:SI | |
| SJ     | Svalbard y Jan Mayen                                 | 1974 | .sj      | ISO 3166-2:SJ | Anterior nombre ISO del país: Svalbard y Jan Mayen, Islas. Comprende dos territorios árticos de Noruega: Svalbard y Jan Mayen. |
| SK     | Eslovaquia                                           | 1993 | .sk      | ISO 3166-2:SK | SK antes representaba a Sikkim. |
| SL     | Sierra Leona                                         | 1974 | .sl      | ISO 3166-2:SL | |
| SM     | San Marino                                           | 1974 | .sm      | ISO 3166-2:SM | |
| SN     | Senegal                                              | 1974 | .sn      | ISO 3166-2:SN | |
| SO     | Somalia                                              | 1974 | .so      | ISO 3166-2:SO | |
| SR     | Suriname                                             | 1974 | .sr      | ISO 3166-2:SR | Anterior nombre ISO del país: Surinam. |
| SS     | Sudán del Sur                                        | 2011 | .ss      | ISO 3166-2:SS | |
| ST     | Santo Tomé y Príncipe                                | 1974 | .st      | ISO 3166-2:ST | |
| SV     | El Salvador                                          | 1974 | .sv      | ISO 3166-2:SV | |
| SX     | San Martín (parte neerlandesa)                       | 2010 | .sx      | ISO 3166-2:SX | La parte francesa de la isla San Martín tiene asignada el código MF. |
| SY     | República Árabe Siria                                | 1974 | .sy      | ISO 3166-2:SY | El nombre ISO del país sigue la denominación de la ONU (nombre común y anterior nombre ISO del país: Siria). |
| SZ     | Eswatini                                             | 1974 | .sz      | ISO 3166-2:SZ | Anterior nombre ISO del país: Swazilandia. |
| TC     | Turcas y Caicos, (las) Islas                         | 1974 | .tc      | ISO 3166-2:TC | |
| TD     | Chad                                                 | 1974 | .td      | ISO 3166-2:TD | Código obtenido del nombre en francés: Tchad |
| TF     | Tierras Australes Francesas (las)                    | 1979 | .tf      | ISO 3166-2:TF | Comprende las tierras australes y antárticas francesas, excepto Tierra Adelia. Código obtenido del nombre en francés: Terres australes françaises. |
| TG     | Togo                                                 | 1974 | .tg      | ISO 3166-2:TG | |
| TH     | Tailandia                                            | 1974 | .th      | ISO 3166-2:TH | |
| TJ     | Tayikistán                                           | 1992 | .tj      | ISO 3166-2:TJ | |
| TK     | Tokelau                                              | 1974 | .tk      | ISO 3166-2:TK | Anterior nombre ISO del país: Tokelau, Islas |
| TL     | Timor-Leste                                          | 2002 | .tl      | ISO 3166-2:TL | Antes llamado Timor Oriental (TP). |
| TM     | Turkmenistán                                         | 1992 | .tm      | ISO 3166-2:TM | |
| TN     | Túnez                                                | 1974 | .tn      | ISO 3166-2:TN | |
| TO     | Tonga                                                | 1974 | .to      | ISO 3166-2:TO | |
| TR     | Turquía                                              | 1974 | .tr      | ISO 3166-2:TR | |
| TT     | Trinidad y Tabago                                    | 1974 | .tt      | ISO 3166-2:TT | |
| TV     | Tuvalu                                               | 1977 | .tv      | ISO 3166-2:TV | |
| TW     | Taiwán (Provincia de China)                          | 1974 | .tw      | ISO 3166-2:TW | Cubre la jurisdicción actual de la República de China. El nombre ISO del país sigue la denominación de la ONU (debido al estatus político de Taiwán dentro de la ONU) (nombre común: Taiwán).                                                                                 |
| TZ     | Tanzania, República Unida de                         | 1974 | .tz      | ISO 3166-2:TZ | |
| UA     | Ucrania                                              | 1974 | .ua      | ISO 3166-2:UA | Anterior nombre ISO del país: RSS de Ucrania. Código asignado porque el país ya era miembro de la ONU desde 1945. |
| UG     | Uganda                                               | 1974 | .ug      | ISO 3166-2:UG | |
| UM     | Islas menores alejadas de Estados Unidos             | 1986 |          | ISO 3166-2:UM | Comprende nueve áreas insulares menores de los Estados Unidos: Arrecife Kingman, Atolón Johnston, Atolón Palmyra, Isla Baker, Isla Howland, Isla Jarvis, Islas Midway, Isla de Navaza e Isla Wake. El ccTLD .um fue retirado en 2007.                                         |
| US     | Estados Unidos de América (los)                      | 1974 | .us      | ISO 3166-2:US | Anterior nombre ISO del país: Estados Unidos. |
| UY     | Uruguay                                              | 1974 | .uy      | ISO 3166-2:UY | |
| UZ     | Uzbekistán                                           | 1992 | .uz      | ISO 3166-2:UZ | |
| VA     | Santa Sede (la)                                      | 1974 | .va      | ISO 3166-2:VA | Comprende la Ciudad del Vaticano, territorio de la Santa Sede. Anteriores nombres ISO del país: Estado de la Ciudad del Vaticano (Santa Sede) y Santa Sede (Estado de la Ciudad del Vaticano).                                                                                |
| VC     | San Vicente y las Granadinas                         | 1974 | .vc      | ISO 3166-2:VC | |
| VE     | Venezuela (República Bolivariana de)                 | 1974 | .ve      | ISO 3166-2:VE | Anterior nombre ISO del país: Venezuela. |
| VG     | Vírgenes Británicas, Islas                           | 1974 | .vg      | ISO 3166-2:VG | |
| VI     | Vírgenes de los Estados Unidos, Islas                | 1974 | .vi      | ISO 3166-2:VI | |
| VN     | Viet Nam                                             | 1974 | .vn      | ISO 3166-2:VN | El nombre ISO del país sigue la denominación de la ONU (nombre común: Vietnam). Código usado por la República de Viet Nam (nombre común: Vietnam del Sur) antes de 1977. |
| VU     | Vanuatu                                              | 1980 | .vu      | ISO 3166-2:VU | Antes llamado Nuevas Hébridas (NH). |
| WF     | Wallis y Futuna                                      | 1974 | .wf      | ISO 3166-2:WF | Anterior nombre ISO del país: Wallis y Futuna, Islas. |
| WS     | Samoa                                                | 1974 | .ws      | ISO 3166-2:WS | Código obtenido del nombre anterior: Samoa Occidental. |
| YE     | Yemen                                                | 1974 | .ye      | ISO 3166-2:YE | Anterior nombre ISO del país: Yemen, República de (por tres años después de la unificación). Código usado por Yemen del Norte antes de 1990. |
| YT     | Mayotte                                              | 1993 | .yt      | ISO 3166-2:YT | |
| ZA     | Sudáfrica                                            | 1974 | .za      | ISO 3166-2:ZA | Código obtenido del nombre en neerlandés: Zuid-Afrika. |
| ZM     | Zambia                                               | 1974 | .zm      | ISO 3166-2:ZM | |
| ZW     | Zimbabue                                             | 1980 | .zw      | ISO 3166-2:ZW | Antes llamado Rhodesia del Sur (RH). |

### Elementos de código asignados por el usuario
Los elementos de código asignados por el usuario son códigos puestos a disposición de los usuarios que necesiten añadir nombres de países, territorios u otras entidades geográficas adicionales a su aplicación particular de la ISO 3166-1. La ISO 3166/MA nunca utilizará estos códigos en el proceso de actualización de la norma. Los usuarios pueden asignar los siguientes códigos: AA, de la QM a la QZ, de la XA a la XZ y ZZ. Por ejemplo:
- El Código Estándar Internacional de Grabación (ISRC) usa QM como segundo código de país para los Estados Unidos, ya que se agotaron los códigos de registro de 3 caracteres con el prefijo US. También utiliza ZZ para algunos solicitantes asignados directamente.[21]
- El Repositorio de datos de idioma comunes (CLDR) de Unicode asigna QO para representar a Oceanía —una multirregión que comprende la Antártida, la Isla Bouvet, las Islas Cocos (Keeling), la Isla de Navidad, las Islas Georgias del Sur y Sandwich del Sur, las Islas Heard y McDonald, el Territorio Británico del Océano Índico, las Tierras Australes y Antárticas Francesas y las Islas menores alejadas de Estados Unidos— y ZZ para representar a un «Territorio desconocido o no válido». Antes de que la ISO adoptara el código de macrorregión EU, el CLDR usaba QU para representar a la Unión Europea.[22]
- El código QZ está siendo utilizado por la Organización Mundial de la Propiedad Intelectual como un indicador para la Oficina Comunitaria de Variedades Vegetales.
- El código XA está siendo utilizado por Suiza, como código de país por las Islas Canarias, a pesar de que IC ya está reservado con dicho propósito.[23]
- El código XI está siendo utilizado por el Gobierno del Reino Unido, como el prefijo de código de país del número EORI de Irlanda del Norte.[24]
- El código XK está siendo utilizado por la Comisión Europea,[25] el FMI, la SWIFT,[26] el CLDR y otras organizaciones como código de país provisional para Kosovo.[27]
- El código XN es utilizado por la Organización Mundial de la Propiedad Intelectual como indicador para el Instituto Nórdico de Patentes, una organización internacional a la que pertenecen Dinamarca, Islandia, Noruega y Suecia.[28]
- El código XU está siendo utilizado por la Organización Mundial de la Propiedad Intelectual como indicador para la Unión Internacional para la Protección de las Obtenciones Vegetales.
- El código XV está siendo utilizado por la Organización Mundial de la Propiedad Intelectual como indicador para el Instituto Visegrad de Patentes.
- El código XX está siendo utilizado por la Organización Mundial de la Propiedad Intelectual como un indicador para estados desconocidos, otras entidades u organizaciones.
- El UN/LOCODE asigna XZ para representar las instalaciones en aguas internacionales.[7]

Además, se ha designado OO como un código de escape si la cantidad de elementos de código regulares asignados por el usuario no es suficiente.

### Elementos de código reservados
Los elementos de código reservados son códigos que han quedado obsoletos o se requieren a fin de permitir una aplicación particular de la norma por parte de un usuario, pero no califican para su inclusión en la ISO 3166-1. Para evitar problemas transitorios con la aplicación y para ayudar a los usuarios que necesiten elementos de código adicionales específicos para el funcionamiento de sus sistemas de codificación, la ISO 3166/MA, cuando está justificado, reserva estos códigos, lo que implica que no se usarán para otros propósitos que no sean los especificados, durante un período limitado o indeterminado. Los códigos alfa-2 reservados pueden dividirse en las siguientes cuatro categorías: reservas excepcionales, reservas transitorias, reservas indeterminadas y códigos con acuerdo de no utilización en la actualidad.

#### Reservas excepcionales
Los elementos de código reservados excepcionalmente son códigos reservados a petición de los organismos nacionales miembros de la ISO, los gobiernos y las organizaciones internacionales y que son necesarios para respaldar una aplicación particular, tal como lo especifica el organismo solicitante y limitada a tal uso; cualquier otra forma de empleo de estos elementos de código está sujeta a su aprobación por la ISO 3166/MA. En la actualidad, los siguientes códigos alfa-2 constituyen reservas excepcionales:
| Código | Nombre de zona o país  | País real actual | ccTLD | Notas |
| ------ | ---------------------- | ---------------- | ----- | --- |
| AC     | Isla Ascensión         | Reino Unido      | .ac   | Reservado a petición de la UPU para el área de expedición de sellos. |
| CP     | Isla Clipperton        | Francia          | —     | Reservado a petición de la UIT para la ubicación de ciertas instalaciones de telecomunicaciones. |
| CQ     | Isla de Sark           | Reino Unido      | —     | Reservado a petición del Reino Unido. |
| DG     | Diego García           | Reino Unido      | —     | Reservado a petición de la UIT para la ubicación de ciertas instalaciones de telecomunicaciones. |
| EA     | Ceuta, Melilla         | España           | —     | Reservado a petición de la OMA para la zona no cubierta por la Unión aduanera de la Unión Europea. Parte de la África Septentrional Española. |
| EU     | Unión Europea          | Varios           | .eu   | Reservado a petición de la ISO 4217/MA para el uso de la unidad monetaria del euro. Ampliado para la ISO 6166 «Valores: Sistema Internacional de Numeración para Identificación de Valores (ISIN)» en marzo de 1998. Ampliado para cualquier aplicación donde se necesite representar el nombre «Unión Europea» en agosto de 1999. |
| EZ     | Eurozona               | Varios           | —     | Reservado a petición de la ISO 6166/RA para el mercado extrabursátil europeo derivado en el ISIN. |
| FX     | Francia, Metropolitano | Francia          | —     | Reservado a petición de Francia. Asignado oficialmente antes de ser retirado de la ISO 3166-1 (ahora tiene asignado el código ISO 3166-3 FXFR). |
| IC     | Islas Canarias         | España           | —     | Reservado a petición de la OMA para la zona no cubierta por la Unión aduanera de la Unión Europea. Código obtenido del nombre en español: Islas Canarias. |
| SU     | URSS                   | Varios           | .su   | Desde junio de 2008; reservado de forma transitoria desde septiembre de 1992. Asignado oficialmente antes de ser retirado de la ISO 3166-1 (ahora tiene asignado el código ISO 3166-3 SUHH). Nombre oficial y anterior nombre ISO de país: Unión de Repúblicas Socialistas Soviéticas (nombre común: Unión Soviética).             |
| TA     | Tristán de Acuña       | Reino Unido      | —     | Reservado a petición de la UPU para el área de expedición de sellos. |
| UK     | Reino Unido            | Reino Unido      | .uk   | Reservado a petición del Reino Unido para que cualquier otro país no utilice UK. También usado por la Comisión Europea. El código alfa-2 asignado oficialmente para el Reino Unido es GB. |
| UN     | Naciones Unidas        | Varios           | —     | Reservado directamente por la ISO 3166/MA para las Naciones Unidas. |

Los siguientes códigos alfa-2 constituían reservas excepcionales, pero ahora se encuentran asignados oficialmente:
| Código | Nombre de área o nombre de país | Notas                                                                |
| ------ | ------------------------------- | -------------------------------------------------------------------- |
| AX     | ÅIand, Islas                    | Reservado a petición de Finlandia.                                   |
| GG     | Guernsey                        | Reservado a petición de la UPU para el área de expedición de sellos. |
| IM     | Isla de Man                     | Reservado a petición de la UPU para el área de expedición de sellos. |
| JE     | Jersey                          | Reservado a petición de la UPU para el área de expedición de sellos. |

#### Reservas transitorias
Los elementos de código reservados de forma transitoria son códigos reservados después de su eliminación de la ISO 3166-1. Estos códigos solo pueden utilizarse durante un período de transición de al menos cinco años, mientras se implementan los nuevos códigos que deben reemplazarlos. Después de la expiración del período de transición, la ISO 3166/MA puede reasignar estos códigos. En la actualidad, los siguientes códigos alfa-3 se encuentran reservados de forma transitoria:
| Código | Nombre del país utilizado anteriormente                     | Reservado desde | Reservado hasta | ccTLD | ISO 3166-2    | ISO 3166-3 | Notas |
| ------ | ----------------------------------------------------------- | --------------- | --------------- | ----- | ------------- | ---------- | --- |
| AN     | Antillas Neerlandesas                                       | dic. 2010       | dic. 2060       | .an   | ISO 3166-2:AN | ANHH       | Se divide en BQ (Bonaire, San Eustaquio y Saba), CW (Curazao) y SX (parte neerlandesa de San Martín). |
| BU     | Birmania                                                    | dic. 1989       | dic. 2039       | —     | —             | BUMM       | Ahora llamado Myanmar (MM). |
| CS     | Originalmente Checoslovaquia, más tarde Serbia y Montenegro | sep. 2006       | sep. 2056       | (.yu) | ISO 3166-2:CS | CSHH CSXX  | Código obtenido del nombre en serbio: Srbija i Crna Gora. Ahora dividido en Montenegro (ME) y Serbia (RS). CS representaba previamente a Checoslovaquia (el ccTLD .cs no se asignó nunca a Serbia y Montenegro; .yu era el ccTLD de Serbia y Montenegro, cuando estos formaban la Yugoslavia). Chequia usa (CZ), y Eslovaquia, (SK). |
| NT     | Zona Neutral                                                | jul. 1993       | jul. 2043       | —     | —             | NTHH       | Se divide en Irak (IQ) y Arabia Saudita (SA). |
| SF     | Finlandia                                                   | sep. 1995       | ?               | —     | —             | —          | Anteriormente utilizado en códigos postales internacionales y en distintivos automovilísticos de identificación para representar a Finlandia (el código no se asignó de forma oficial). Código obtenido de la combinación de los nombres finés y sueco: Suomi Finland. Finalmente se asignó a Finlandia el código alfa-2 FI. Listado como reservado de forma transitoria hasta junio de 2012; desde entonces se categoriza como reservado de forma indeterminada. |
| TP     | Timor Oriental                                              | may. 2002       | may. 2052       | .tp   | ISO 3166-2:TP | TPTL       | Código obtenido del anterior nombre ISO del país: Timor portugués, ahora llamado Timor-Leste (TL). |
| YU     | Yugoslavia                                                  | jul. 2003       | jul. 2053       | .yu   | ISO 3166-2:YU | YUCS       | Código utilizado para la República Federativa Socialista de Yugoslavia antes de 1992 y la República Federativa de Yugoslavia después del mismo año. |
| ZR     | Zaire                                                       | jul. 1997       | jul. 2047       | .zr   | —             | ZRCD       | Ahora llamado Congo, la República Democrática del (CD). |

El siguiente código alfa-3 estuvo reservado de forma excepcional, pero luego se ha reasignado como código oficial de otro país:
| Código | Utilizado anteriormente por | Fecha de reserva | ccTLD | ISO 3166-2 | ISO 3166-3 | Notas |
| ------ | --------------------------- | ---------------- | ----- | ---------- | ---------- | --- |
| CS     | Checoslovaquia              | jun. 1993        | .cs   | —          | CSHH       | Nombre ISO de los países entre 1990 y 1992: República Checa y Eslovaquia. Código reasignado a Serbia y Montenegro. |

Para cada código alfa-2 eliminado se incluye una entrada sobre el anterior nombre del país en la ISO 3166-3. A cada entrada se le asigna un código alfabético de cuatro letras, en el que las dos primeras son el código alfa-2 eliminado.

#### Reservas indeterminadas
Los elementos de código reservados de forma indeterminada son códigos utilizados para designar vehículos de carretera bajo las Convenciones de las Naciones Unidas sobre la Circulación Vial de 1949 y 1968, pero difieren de aquellos que se encuentran en la ISO 3166-1. Se espera que estos elementos de código sean en algún momento eliminados o reemplazados por otros en el marco de la ISO 3166-1. Mientras tanto, la ISO 3166/MA ha reservado tales elementos de código por un tiempo indeterminado. Cualquier uso más allá de la aplicación de estas dos convenciones está desaconsejado y no será aprobado por la ISO 3166/MA. Por otra parte, la ISO 3166/MA puede reasignar estos códigos en cualquier momento. En la actualidad, los siguientes códigos alfa-3 se encuentran reservados de forma indeterminada:
| Código | Nombre del país o zona                                | Notas      |
| ------ | ----------------------------------------------------- | ---------- |
| DY     | Benín                                                 | [ nota 1 ] |
| EW     | Estonia                                               | [ nota 1 ] |
| FL     | Liechtenstein                                         | [ nota 2 ] |
| JA     | Jamaica                                               | [ nota 3 ] |
| LF     | Libia Fezán                                           | [ nota 2 ] |
| PI     | Filipinas                                             | [ nota 3 ] |
| RA     | Argentina                                             | [ nota 3 ] |
| RB     | Bolivia [véase Botsuana: elemento de código idéntico] | [ nota 2 ] |
| RB     | Botsuana [véase Bolivia: elemento de código idéntico] | [ nota 3 ] |
| RC     | China                                                 | [ nota 3 ] |
| RH     | Haití                                                 | [ nota 1 ] |
| RI     | Indonesia                                             | [ nota 3 ] |
| RL     | Líbano                                                | [ nota 3 ] |
| RM     | Madagascar                                            | [ nota 3 ] |
| RN     | Níger                                                 | [ nota 4 ] |
| RP     | Filipinas                                             | [ nota 4 ] |
| SF     | Finlandia                                             | [ nota 5 ] |
| WG     | Granada                                               | [ nota 1 ] |
| WL     | Santa Lucía                                           | [ nota 1 ] |
| WV     | San Vicente                                           | [ nota 1 ] |
| YV     | Venezuela                                             | [ nota 1 ] |

Los siguientes códigos alfa-3 estuvieron reservados de forma indeterminada, pero se ha reasignado como códigos oficiales de otros países:
| Código | Nombre de área o nombre de país | Notas      | El código reasignó a      |
| ------ | ------------------------------- | ---------- | ------------------------- |
| LT     | Libia Tripolitania              | [ nota 2 ] | Lituania                  |
| ME     | Sáhara Occidental               | [ nota 2 ] | Montenegro                |
| RU     | Burundi                         | [ nota 2 ] | Rusia, (la) Federación de |

Notas
1. 1 2 3 4 5 6 7  Código notificado a la Secretaría General de las Naciones Unidas bajo las Convenciones sobre la Circulación Vial de 1949 y 1968.
2. 1 2 3 4 5 6  Código utilizado para fines de transporte vial, pero que no se ha notificado a la Secretaría General de las Naciones Unidas bajo la Convención sobre la Circulación Vial de 1949.
3. 1 2 3 4 5 6 7 8  Código bajo la Convención sobre la Circulación Vial de 1949.
4. 1 2  Código bajo la Convención sobre la Circulación Vial de 1968.
5. ↑  Probablemente una reclasificación de la reserva transitoria vencida mencionada anteriormente.

#### Códigos con acuerdo de no utilización en la actualidad
Adicionalmente, la ISO 3166/MA no va a emplear los siguientes códigos alfa-2 en su estado actual, puesto que se usan por parte de organizaciones de propiedad intelectual internacionales en la norma ST.3 de la OMPI:
| Código | Nombre de la organización                                                                    |
| ------ | -------------------------------------------------------------------------------------------- |
| AP     | Organización Regional Africana de la Propiedad Industrial                                    |
| BX     | Oficina de Marcas y Diseños del Benelux                                                      |
| EF     | Unión de países bajo el Convenio sobre la patente comunitaria europea                        |
| EM     | Oficina de Propiedad Intelectual de la Unión Europea                                         |
| EP     | Organización Europea de Patentes (unión de países bajo el convenio sobre la Patente Europea) |
| EV     | Organización Euroasiática de Patentes                                                        |
| GC     | Oficina de Patentes del Consejo de Cooperación para los Estados Árabes del Golfo (CCG)       |
| IB     | Oficina Internacional de la OMPI                                                             |
| OA     | Organización Africana de la Propiedad Intelectual                                            |
| WO     | Organización Mundial de la Propiedad Intelectual                                             |

En realidad, la norma de la ST.3 de la OMPI emplea el código EA en vez de EV para representar a la Organización Euroasiática de Patentes. Aun así, EA ya estaba reservada excepcionalmente por la ISO 3166/MA para representar a Ceuta y Melilla en temas de aduanas. La ISO 3166/MA propuso en 1995 que la OMPI utilizara EV para representar a la Organización Euroasiática de Patentes, sin embargo, la OMPI no ha atendido dicha solicitud.

## Códigos retirados
Aparte de los códigos actualmente reservados de forma transitoria y otros dos reservados de forma excepcional (FX para Francia, Metropolitana y SU para la URSS), los siguientes códigos alfa-2 se han eliminado de la ISO 3166-1:
| Código | Nombre del país que lo usaba anteriormente          | ISO 3166-3 | Notas |
| ------ | --------------------------------------------------- | ---------- | --- |
| AI     | Territorio Francés de los Afares y los Isas         | AIDJ       | Reasignado más tarde a Anguila.                                                                           |
| BQ     | Territorio Antártico Británico                      | BQAQ       | Reasignado más tarde a Bonaire, San Eustaquio y Saba.                                                     |
| CT     | Islas Canton y Enderbury                            | CTKI       | |
| DD     | República Democrática Alemana                       | DDDE       | Código obtenido del nombre en alemán: Deutsche Demokratische Republik. Nombre común: Alemania Occidental. |
| DY     | Dahomey                                             | DYBJ       | Ahora llamado Benín (BJ). Actualmente, el código se encuentra reservado de forma indeterminada.           |
| FQ     | Tierras Australes y Antárticas Francesas            | FQHH       | Véanse TF y FR-TF.                                                                                        |
| GE     | Islas Gilbert (inicialmente Islas Gilbert y Ellice) | GEHH       | Reasignado más tarde a Georgia.                                                                           |
| HV     | Alto Volta                                          | HVBF       | Código obtenido del nombre en francés: «Haute-Volta».                                                     |
| JT     | Atolón Johnston                                     | JTUM       | |
| MI     | Islas Midway                                        | MIUM       | |
| NH     | Nuevas Hébridas                                     | NHVU       | |
| NQ     | Tierra de la Reina Maud                             | NQAQ       | Parte del Territorio Antártico Noruego.                                                                   |
| PC     | Islas del Pacífico (Territorio en Fideicomiso)      | PCHH       | |
| PU     | Diversas islas del Pacífico de los Estados Unidos   | PUUM       | Comprendía la Isla Baker, la Isla Howland, la Isla Jarvis, el Arrecife Kingman y el Atolón Palmyra.       |
| PZ     | Zona del Canal de Panamá                            | PZPA       | |
| RH     | Rhodesia del Sur                                    | RHZW       | Nombre utilizado por el propio país: Rhodesia (Rhodesia del Sur era el nombre colonial).                  |
| SK     | Sikkim                                              | SKIN       | Reasignado más tarde a Eslovaquia.                                                                        |
| VD     | Viet Nam, República Democrática de                  | VDVN       | Nombre común: Vietnam del Norte.                                                                          |
| WK     | Isla Wake                                           | WKUM       | |
| YD     | Yemen, Democrático                                  | YDYE       | Nombre común: Yemen del Sur.                                                                              |

Para cada código alfa-2 eliminado se incluye una entrada sobre el anterior nombre del país en la ISO 3166-3. A cada entrada se le asigna un código alfabético de cuatro letras, en el que las dos primeras son el código alfa-2 eliminado.